# Glenn Andreotta
Glenn Andreotta (Newton, 1947. október 30. – Quảng Ngãi, 1968. április 8.) amerikai olasz katona. Ő volt az egyik fegyverkezelő, akinek a Mỹ Lai-i mészárlás napján azt a parancsot adták, hogy lőjenek a katonákra, ha azok újra tüzelni kezdenek a civilekre. A vietnámi háborút nem élte túl.